# Lijst van voetbalinterlands Bosnië en Herzegovina - Oekraïne
Deze lijst van voetbalinterlands is een overzicht van alle officiële voetbalwedstrijden tussen de nationale teams van Bosnië en Herzegovina en Oekraïne. De landen speelden tot op heden drie keer tegen elkaar. De eerste ontmoeting, een kwalificatiewedstrijd voor het Wereldkampioenschap voetbal 2022, werd gespeeld in Lviv op 12 oktober 2021. Het laatste duel, een kwalificatiewedstrijd voor het Europees kampioenschap voetbal 2024, vond plaats op 21 maart 2024 in Zenica.

## Wedstrijden
| № | Plaats | Datum            | Competitie           | Wedstrijd                        | Uitslag |
| - | ------ | ---------------- | -------------------- | -------------------------------- | ------- |
| 1 | Lviv   | 12 oktober 2021  | WK 2022 kwalificatie | Oekraïne – Bosnië en Herzegovina | 1 – 1   |
| 2 | Zenica | 16 november 2021 | WK 2022 kwalificatie | Bosnië en Herzegovina − Oekraïne | 0 − 2   |
| 3 | Zenica | 21 maart 2024    | EK 2024 kwalificatie | Bosnië en Herzegovina – Oekraïne | 1 – 2   |

## Samenvatting
| Competitie      | Totaal gespeeld | Winst Bosnië en Her. | Gelijk | Winst Oekraïne | Doelsaldo Bosnië en Her. – Oekraïne |
| --------------- | --------------- | -------------------- | ------ | -------------- | ----------------------------------- |
| WK-kwalificatie | 2               | 0                    | 1      | 1              | 1 − 3                               |
| EK-kwalificatie | 1               | 0                    | 0      | 1              | 1 − 2                               |
| Totaal          | 3               | 0                    | 1      | 2              | 2 − 5                               |